# زمین‌لرزه ۱۹۴۱ وان–اردیش
زمین‌لرزه وان-اردیش  در تاریخ ۱۰ سپتامبر ۱۹۴۱ میلادی، برابر با ‎۱۹ شهریور ۱۳۲۰، ساعت ۲۱:۵۳:۰۰ به زمان یوتی‌سی در ترکیه ، منطقه وان و اردیش رخ داد. ژرفای این زلزله ۲۸ کیلومتر بود. بزرگی آن ۶ در مقیاس ریشتر اعلام شده‌است. زمین‌لرزه به وقت محلی در روز چهارشنبه، ساعت ۲۳ روی داده و منطقه زمانی آن یوتی‌سی +۲ بوده‌است (با لحاظ تغییر ساعت تابستانی).
سازمان زمین‌شناسی آمریکا نیز جای این زمین‌لرزه را در مختصات ۳۹°۳۰′شمالی ۴۳°۱۸′شرقی / ۳۹٫۵°شمالی ۴۳٫۳°شرقی و بزرگی آنرا برابر با ۶ در مقیاس ریشتر اعلام کرده‌است. ژرفای گزارش شده از سوی این سازمان ۲۸ کیلومتر می‌باشد.
شمار کشتگان زلزله حدود ۵۰۰ نفر بوده‌است.